# جاستن مكارثي
جاستن مكارثي (بالإنجليزية: Justin McCarthy)‏ هو عالم سكان ومؤرخ وأستاذ جامعي أمريكي، ولد في 19 أكتوبر 1945 في شيكاغو في الولايات المتحدة.